# هشین
هشین روستایی  است که در استان اردبیل، شهرستان کوثر، بخش فیروز، دهستان سنجبد جنوبی قرار دارد. این روستا سنی در فقه شافعی است مردم روستا هِشین (heshin) تلفظ می‌کنند - کاهش جمعیت آبادی از مسائل مختلفی نظیر فقدان امکانات رفاهی از قبیل جاده‌های ارتباطی و وسایل نقلیه عمومی و کشاورزی و همچنین شبکه آبرسانی و امکانات بهداشتی و درمانی و آموزشی و تحصیلی نشات گرفته‌است.
- اکثریت اهالی به کشاورزی، دامداری و باغداری می‌پردازند البته در میان اهالی کسانی هم وجود دارند که شغلشان بنایی، لوله‌کشی، باربری و … است.
- محصولات زراعی و باغی متنوعی در روستا پرورش می‌یابد. محصولات زراعی مانند گندم، جو، عدس، نخود، یونجه، خیار، گوجه، سیب زمینی، محصولات باغی مانند گیلاس، آلبالو، زردآلو، انواع سیب، انگور، به، هلو، انواع گلابی، زالزالک، گردو، بادام، توت، آلو و… که علاوه بر تأمین نیازهای اهالی بخش بزرگی از آن به بازارهای مصرف راهی می‌شود
- موادی که برای ساختمان‌سازی استفاده می‌کنند سنگ و چوب است بوده‌است که امروزه از سبک ساختمان‌های شهری استفاده می‌کنند.

.

## جمعیت
- بر اساس سرشماری سال ۱۳۸۵ جمعیت این روستا ۵۸۳ نفر با ۱۳۷ خانوار بوده‌است.

روستاییان جوانان این روستا، در همان روزهای نخستین جنگ، جزو اولین کسانی بودند که، در عملیات‌های مختلف در دوران جنگ تحمیلی حضور فعالی داشتند و تعداد زیادی از این عزیزان به مقام والای شهادت نائل آمدند. اکنون نام این شهدا در تارک کوچه پس کوچه‌های این روستا جلوه‌گری می‌کند.

## زبان
- زبان مردم این روستا ترکی آذربایجانی است.

## آداب و رسوم
عید نوروز:
آئین‌ها وسنت‌های قدیمی هر سرزمین و دیاری یادگاری‌هایی گران‌سنگ از گذشته‌های دور مردم آن سرزمین هستند سنت‌ها ورسمهایی که سینه به سینه از دوردستهای تاریخ به امروز رسیده‌اند نوروز و نوروزنامه‌خوانی یکی از ماندگارترین این سنت‌ها است که مانند هزاران سال پیش همچنان در زندگی ایرانیان بخصوص مردم آذربایجان متبلور است مردم روستای هشین نیز به رسم سنتی دیرینه همه ساله با فرارسیدن اول اسفند ماه مراسم سنتی نوروز نامه‌خوانی را درکوچه‌های این روستا اجرا می‌کنند در این مراسم بچه‌های روستا در شب‌های اول ماه نوروز به درب منازل رفته و با خواندن نوورزنامه‌خوانی و شادباش فرارسیدن ماه نوروز از صاحب خانه هدیه می‌گیرند.
شکر ای خدا گئچدی زمستان، گلدی موسم باغ گلستان چمنلر اولدی سبز گلستان ای خانه صاحب از در کلان، اوشاقلار سوزه گوندری سلام دئیون بایراما چوخ وئرون زینت، رهبر ایران اولسون سلامات سوزون بایراموز اولسون مبارک،
- چهارشنبه سوری

قورشاق سالاماق: مراسم شال اندازی:در خانه‌های قدیمی که در وسط خانه یعنی در سقف باجه‌ای بود که با آویزان کردن ان صاحب‌خانه به عنوان عیدی به شال یا دستمال طرف عیدی خود را می‌بست
یومورتا بویاماق: رنگ کردن تخم‌مرغ در چهارشنبه‌سوری
چَرشنبهَ لیک: هدیه‌ای است که از طرف خانواده داماد به عروس یا برادر به خواهر داده می‌شود.
بایرام واختی: پیک نیکی است که در ایام عید برگزار می‌شود.
شیلان: در ترکی میهمانی عام را گویند و ولیمه‌ای را گویند که خیرات مردگان شود.
چومچه خاتئن: همان مراسم باران‌خواهی که در اکثر نقاط ایران هم به چشم می‌خورد.
خئدئر نبی: مراسمی است که در چله کوچک انجام می‌گیرد و در آن قوود بین آشنایان و همسایگان پخش می‌شود.
قوود الَمَک: کسانی که اقدام به تهیه قوود می‌کنند شب چله کوچک با دعوت فامیل و آشنایان به الک کردن قوود اقدام می‌کنند.

## سوغات
- گردو
- انواع میوه و سبزیجات
- عسل
- لبنیات

## امکانات
- روستا دارای مدرسه ابتدای و راهنمایی مرکز مخابرات، خانه بهداشت، جاده آسفالت، آب آشامیدنی، تلفن ثابت و برق می‌باشد و جدیداً نیز کوچه‌های روستا البته نه به‌طور کامل سنگ‌فرش شده‌اند

## آب و هوا
- با توجه به اینکه استان اردبیل دارای چهار اقلیم مدیترانه‌ای گرم، مدیترانه‌ای معتدل، کوهستانی سرد و معتدل است.
- این روستا به عنوان یکی از مناطق کوهستانی سرد و دارای زمستان‌های بسیار سرد و تابستان‌های معتدل است.